# Введенський Олександр Петрович
Введенський Олександр Петрович (08 жовтня 1884, село Тулиголове Глухівського повіту Чернігівської губернії — 4 квітня 1973, Свердловськ, СРСР) — священнослужитель Російської православної церкви, митрофорний протоієрей, проповідник, духовний письменник.

## Сім'я
Народився у сім'ї священника Введенського Петра при приходів церкви Пресвятої Богородиці села Тулиголове Глухівського повіту Чернігівської губернії. В сім'ї була друга дитина, брат - Павло.

## Біографія
Народився у сім'ї священника. 1905 року закінчив Чернігівську духовну семінарію, 1909 року Московську духовну академію зі ступенем кандидата богослов'я. Того ж року, рукопокладений до сану ієрея. Служив законовчителем у Другій чоловічій гімназії, з 1915 року у реальному училищі Одеси. 
Після 1917 року - священник Вознесенської (Міщанської) церкви (1919-1925), потім, ботанічної церкви (до 1920 року) та Олексіївської церкви. Прихильник митриполита Йосипа.
1933 року арештований та відправлений на три роки на Біломорканал. З 1936 року до 1959 рік був на громадських роботах: бухгалтер, ревізор на лікеро-горілчаному заводі, вчитель російської мови. 1938 року був розстріляний його брат - Павло.
1951 року повернувся до служіння, при сані протоієрея, був настоятелем при церквах у м. Троїцьку (Челябінська область) до 1953 року у м. Кушві (Свердловська область). 1957-1959 рр. був благочинним. З 1960 до 1962 рік служив у Казанському соборі Нижнього Тагілу. 
Звільнений поза штат. Похований та Широкореченському кладовищі Свердловська.

## Творчий доробок
- Библия и наука. — Одесса: Типография «Одесских новостей», 1908.
- Духовник Гоголя. — Одесса: Типографія «Порядокъ» С. К. Цессарскаго.
- Немощи пастыря. — С-Петербургъ: Типография «Колоколъ».
- Что предпочесть? К вопросу о сожжении трупов. — С-Петербургъ: Печ. граф. Института Лукашевицъ, 1911.
- Бесы и бесноватые. — С-Петербургъ: Типография «Колоколъ», 1912.
- Существует ли адъ. — С-Петербургъ: Типография «Колоколъ».
- Учение сектантов о церкви. — С-Петербургъ: Типография «Колоколъ» (переиздание, — Екатеринбург, 2011).
- Христианский пост. — Симбирскъ: Типо-литография Токарева, 1914.
- Сомнения в божестве Иисуса Христа. — Издательство ОМТА
- Причины религиозных сомнений. — Издательство ОМТА
- Оскудение веры. Прав ли Бабель в своих суждениях о христианстве? — Екатеринбург, 2011.
- Закон Божий. Для народных школ и приготовительных классов средних учебных заведений. — Пермь: ОАО «Издательско-полиграфический комплекс Звезда», 2008 (переиздание 1916 г. в новой орфографии).